# Les Révoltés (film, 2019)
Pour les articles homonymes, voir Les Révoltés.
Pour plus de détails, voir Fiche technique et Distribution.
Les Révoltés est un film documentaire français réalisé par Michel Andrieu et Jacques Kebadian, sorti en 2019.

## Fiche technique
- Titre : Les Révoltés
- Réalisation : Michel Andrieu et Jacques Kebadian
- Montage : Maureen Mazurek
- Montage son : Laure Budin
- Musique : René-Marc Bini
- Production : Iskra
- Pays d'origine :  France
- Genre : Documentaire
- Durée : 80 minutes
- Date de sortie : France - 9 janvier 2019

## Sélection
- FIDMarseille 2018 (hors compétition)